# Setomaa
Setomaa (Estisch: Setomaa vald) is een gemeente in de Estlandse provincie Võrumaa. De gemeente telde 2.784 inwoners op 1 januari 2024 en heeft een oppervlakte van 463,10 vierkante kilometer. De hoofdplaats is Värska. In Setomaa wonen de Seto.

## Het historische Setomaa
Setomaa of Setumaa was van oudsher de streek waar naast Estisch en Võro ook Seto wordt gesproken, een variant van het Zuidestisch. De streek viel tot in 1919 onder het Gouvernement Pskov en kwam tijdens de Estische Onafhankelijkheidsoorlog bij Estland. Tussen 1919 en 1944 viel het grootste deel van Setomaa onder de provincie Petserimaa. Een klein deel viel onder de provincie Võrumaa. Petseri (nu het Russische Petsjory) was het culturele centrum van Setomaa. Na de annexatie van de provincie Petserimaa door de Russische Socialistische Federatieve Sovjetrepubliek in 1944 bleef maar een klein deel van de provincie bij Estland. Dat deel kwam in 1959 onder het rajon Põlva en in 1990 onder de nieuw gevormde provincie Põlvamaa. Värska werd het culturele centrum van Setomaa. Seto wordt dus behalve in de zuidoosthoek van Estland ook nog gesproken in het aangrenzende deel van de Russische oblast Pskov.

## Vorming van de gemeente
Seto werd gesproken in de Estische gemeenten Meremäe, Mikitamäe, Värska en een deel van Misso. Tot de gemeentelijke herindeling van oktober 2017 werkten deze gemeenten samen in de Unie van Gemeenten van Setomaa (Setomaa Valdade Liit). In die maand werden Meremäe, Mikitamäe, Värska en het deel van Misso waar Seto werd gesproken samengevoegd tot de fusiegemeente Setomaa. Värska en Mikitamäe verhuisden daarbij van de provincie Põlvamaa naar de provincie Võrumaa.

## Bereikbaarheid
De spoorlijnen Tartu-Petsjory en Valga-Petsjory lopen door de gemeente. Vroeger kwamen de lijnen samen in het Russische Petsjory, sinds 2011 op Estisch grondgebied in het nieuw aangelegde station Koidula. Er is alleen reizigersverkeer op het traject Tartu-Koidula. Sinds de jaren negentig van de 20e eeuw is er geen reizigersverkeer meer naar Petsjory en sinds 2001 ook niet meer over de lijn naar Valga. Wel rijdt er sinds 2012 in de zomermaanden een trein tussen Koidula en het toeristenoord Piusa aan de lijn Valga-Petsjory.
Een van de plaatsjes in de gemeente, Lutepää, is over de weg uitsluitend via Russisch grondgebied bereikbaar en daarmee effectief een Estische exclave. Datzelfde gold tot 2008 ook voor het wat grotere Saatse, maar in dat jaar werd een weg aangelegd die de Laars van Saatse, een Russische wig in het grondgebied van Estland, omzeilt. De hoofdroute tussen Värska en Saatse loopt niettemin nog steeds via de laars. Het verkeer ondervindt veel hinder van de beperkingen die Rusland oplegt. Het Estisch-Russische grensverdrag van 2005 moest een einde maken aan deze situatie, maar is nog niet door beide parlementen geratificeerd.
Omgekeerd is Doebki aan het Meer van Pskov een Russische exclave op het grondgebied van de gemeente Setomaa, die over de weg alleen via Estisch grondgebied te bereiken is.

## Plaatsen
De gemeente heeft:
- één plaats met de status van ‘vlek’ (Estisch: alevik): Värska;
- 156 plaatsen met de status van dorp (Estisch: küla):  Ala-Tsumba, Antkruva, Audjassaare, Beresje, Ermakova, Härmä, Helbi, Hilana, Hilläkeste, Hindsa, Holdi, Ignasõ, Igrise, Jaanimäe, Järvepää, Jõksi, Juusa, Kahkva, Kalatsova, Kangavitsa, Karamsina, Käre, Karisilla, Kasakova, Kastamara, Keerba, Kiiova, Kiislova, Kiksova, Kitsõ, Klistina, Koidula, Kolodavitsa, Kolossova, Koorla, Kõõru, Korela, Korski, Kossa, Kostkova, Kremessova, Kriiva, Kuigõ, Kuksina, Küllätüvä, Kundruse, Kusnetsova, Laossina, Leimani, Lepä, Lindsi, Litvina, Lobotka, Lütä, Lutepää, Lutja, Lüübnitsa, Määsi, Maaslova, Määsovitsa, Marinova, Martsina, Masluva, Matsuri, Melso, Merekülä, Meremäe, Miikse, Mikitamäe, Miku, Mokra, Napi, Navikõ, Nedsaja, Niitsiku, Obinitsa, Olehkova, Õrsava, Ostrova, Paklova, Palandõ, Palo, Paloveere, Pattina, Pelsi, Perdaku, Pliia, Podmotsa, Poksa, Polovina, Popovitsa, Põrstõ, Pruntova, Puista, Puugnitsa, Rääptsova, Rääsolaane, Raotu, Rokina, Rõsna, Ruutsi, Saabolda, Saagri, Saatse, Samarina, Säpina, Selise, Seretsüvä, Serga, Sesniki, Sirgova, Sulbi, Tääglova, Talka, Tedre, Tepia, Tessova, Teterüvä, Tiastõ, Tiilige, Tiirhanna, Tiklasõ, Tobrova, Tonja, Toodsi, Toomasmäe, Treiali, Treski, Triginä, Tserebi, Tsergondõ, Tsirgu, Tsumba, Tuplova, Tuulova, Ulaskova, Ulitina, Usinitsa, Uusvada, Vaaksaarõ, Vaartsi, Väike-Rõsna, Väiko-Härmä, Väiko-Serga, Varesmäe, Vasla, Vedernika, Velna, Veretinä, Verhulitsa, Vinski, Viro, Võmmorski, Võõpsu, Võpolsova en Voropi.

## Foto's

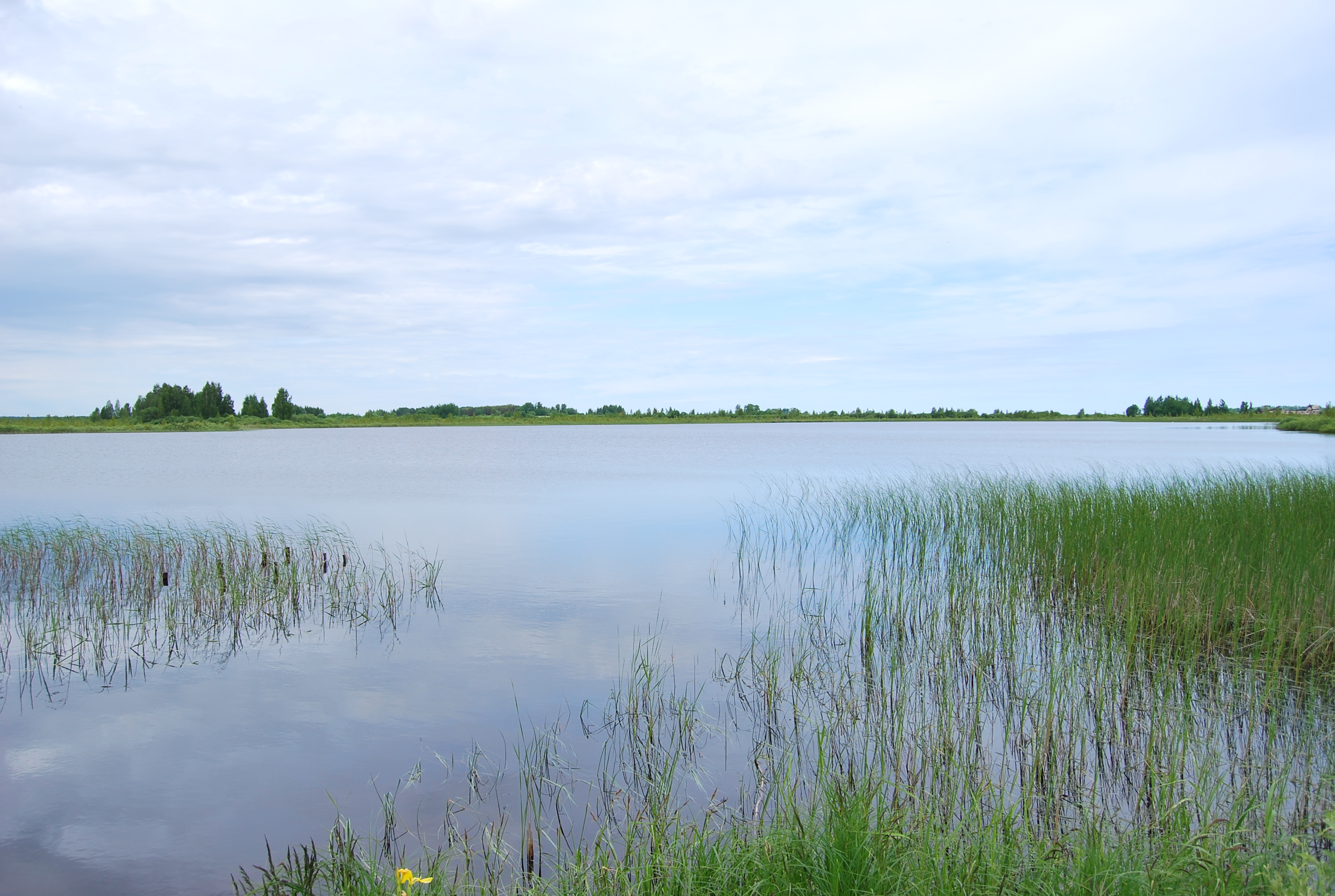
Het meer Beresje Umbjärv bij Beresje
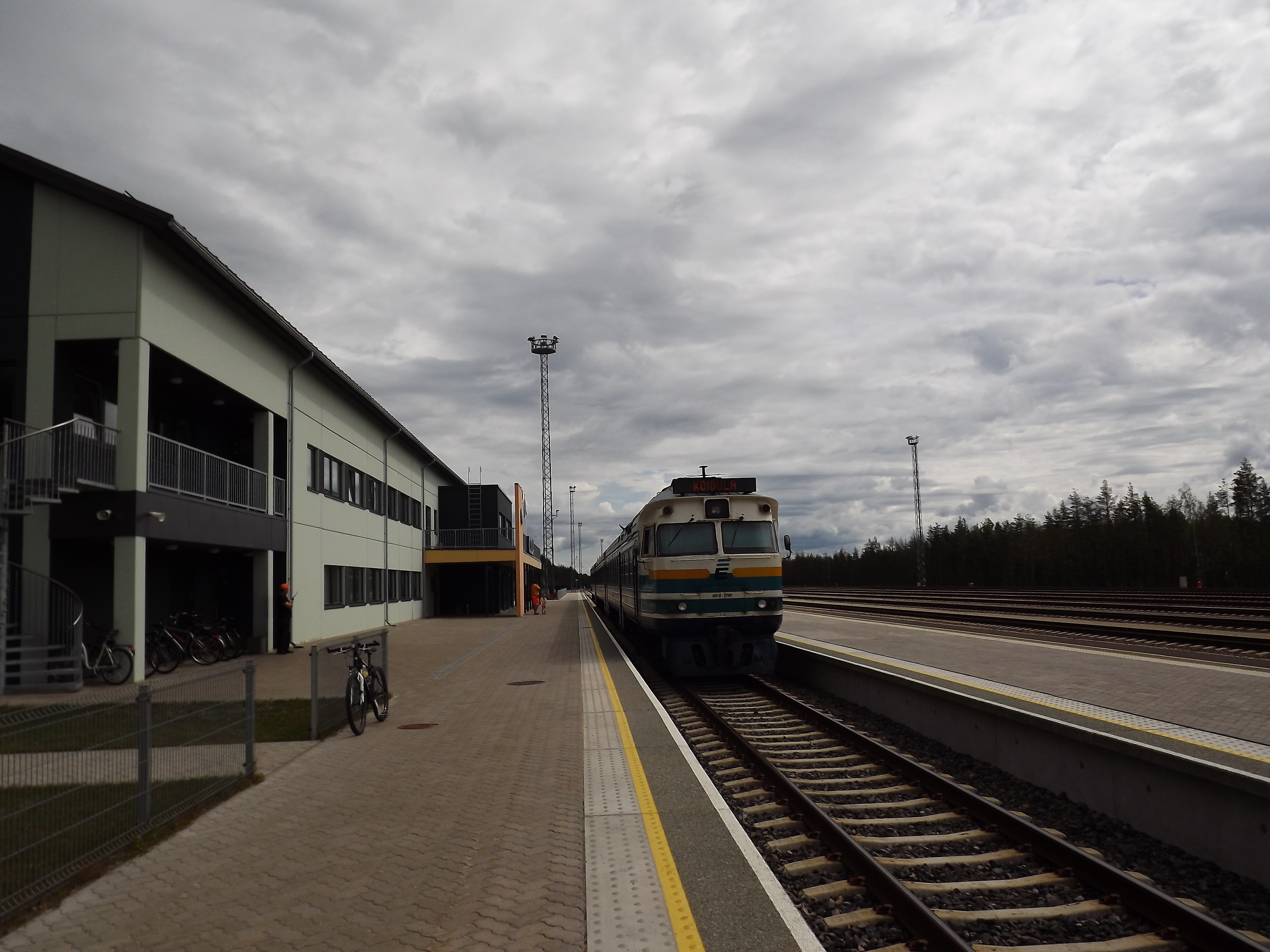
Het station van Koidula
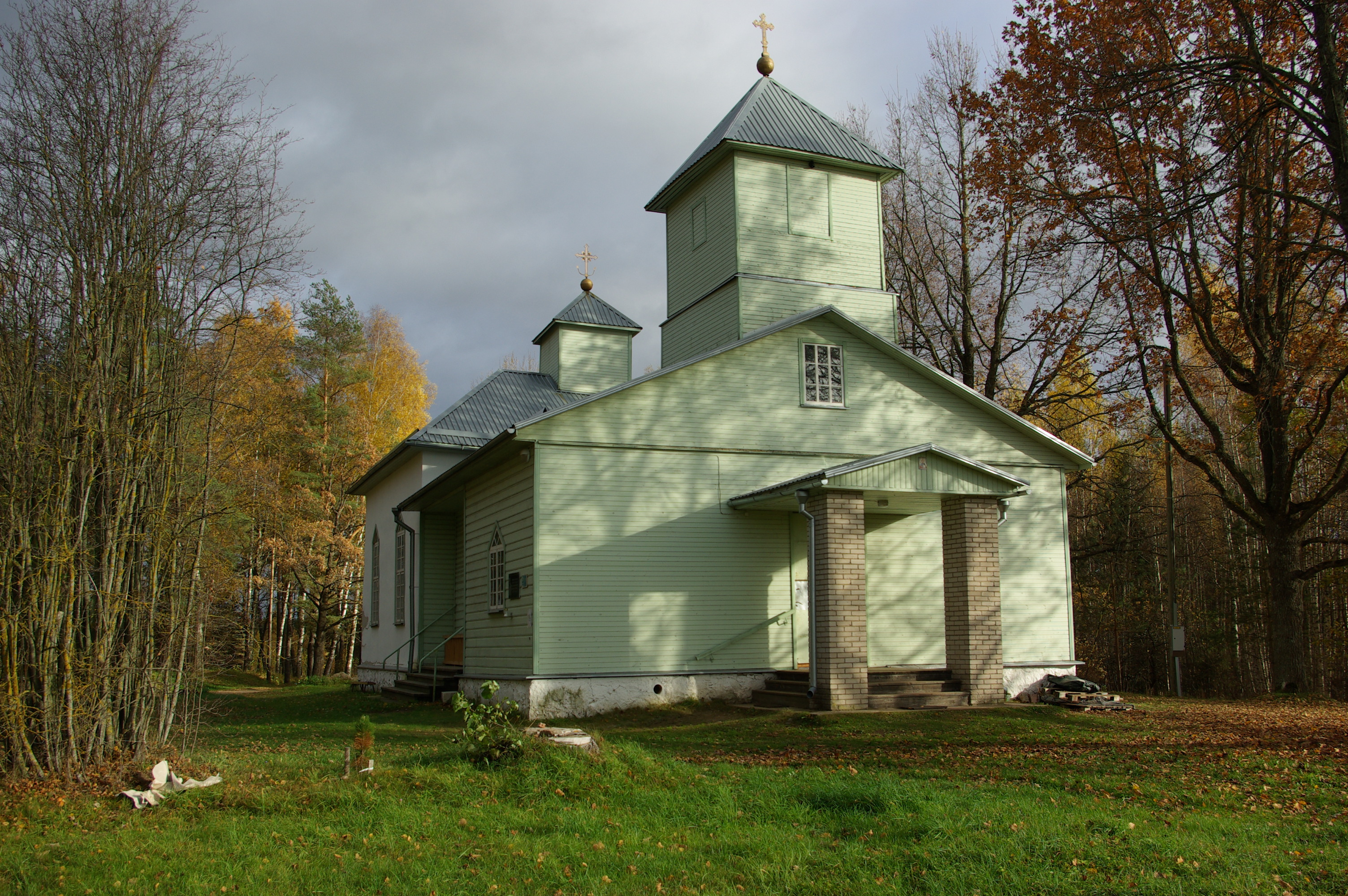
De kerk van Obinitsa
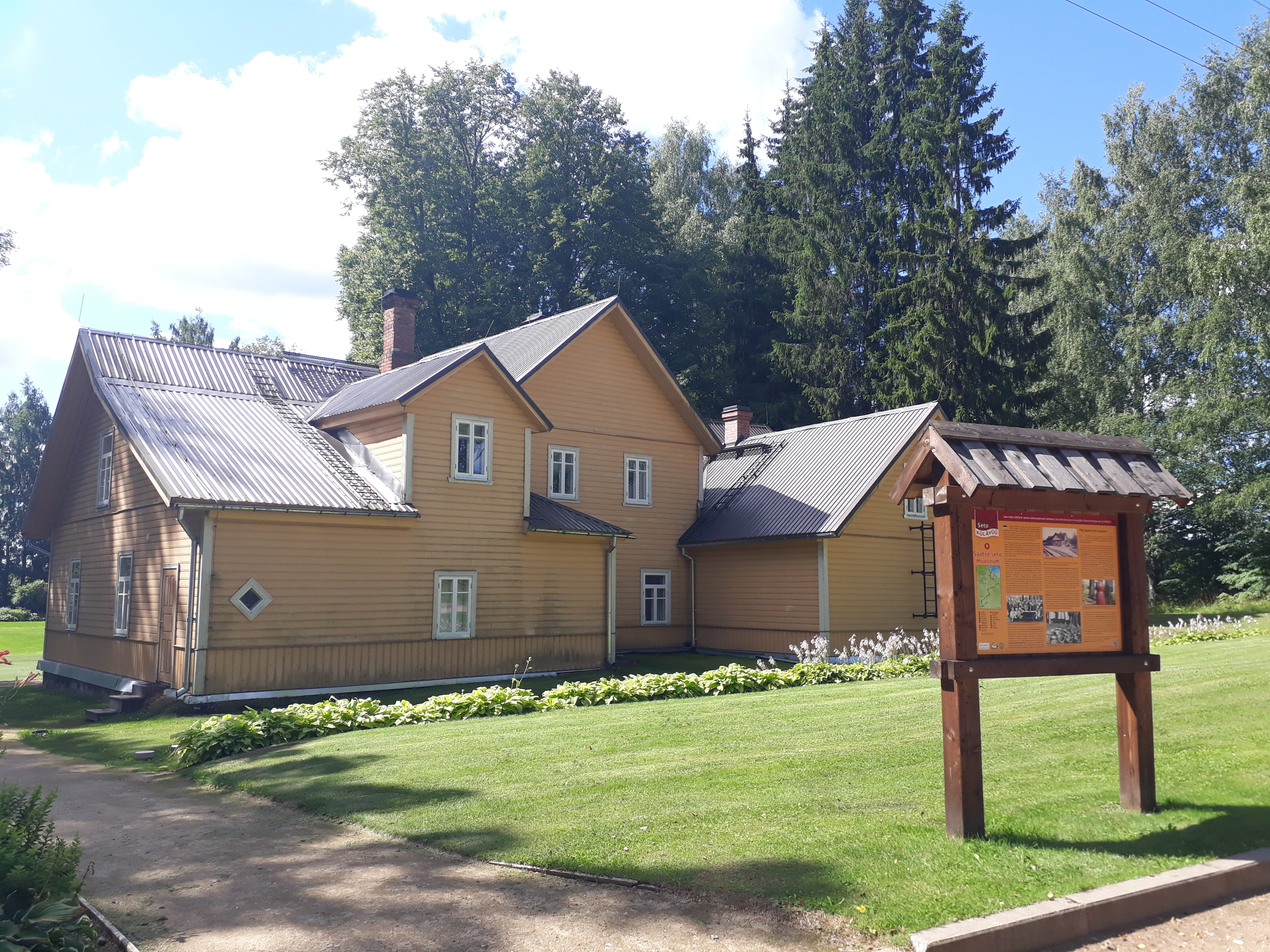
Het Setomuseum in Saatse
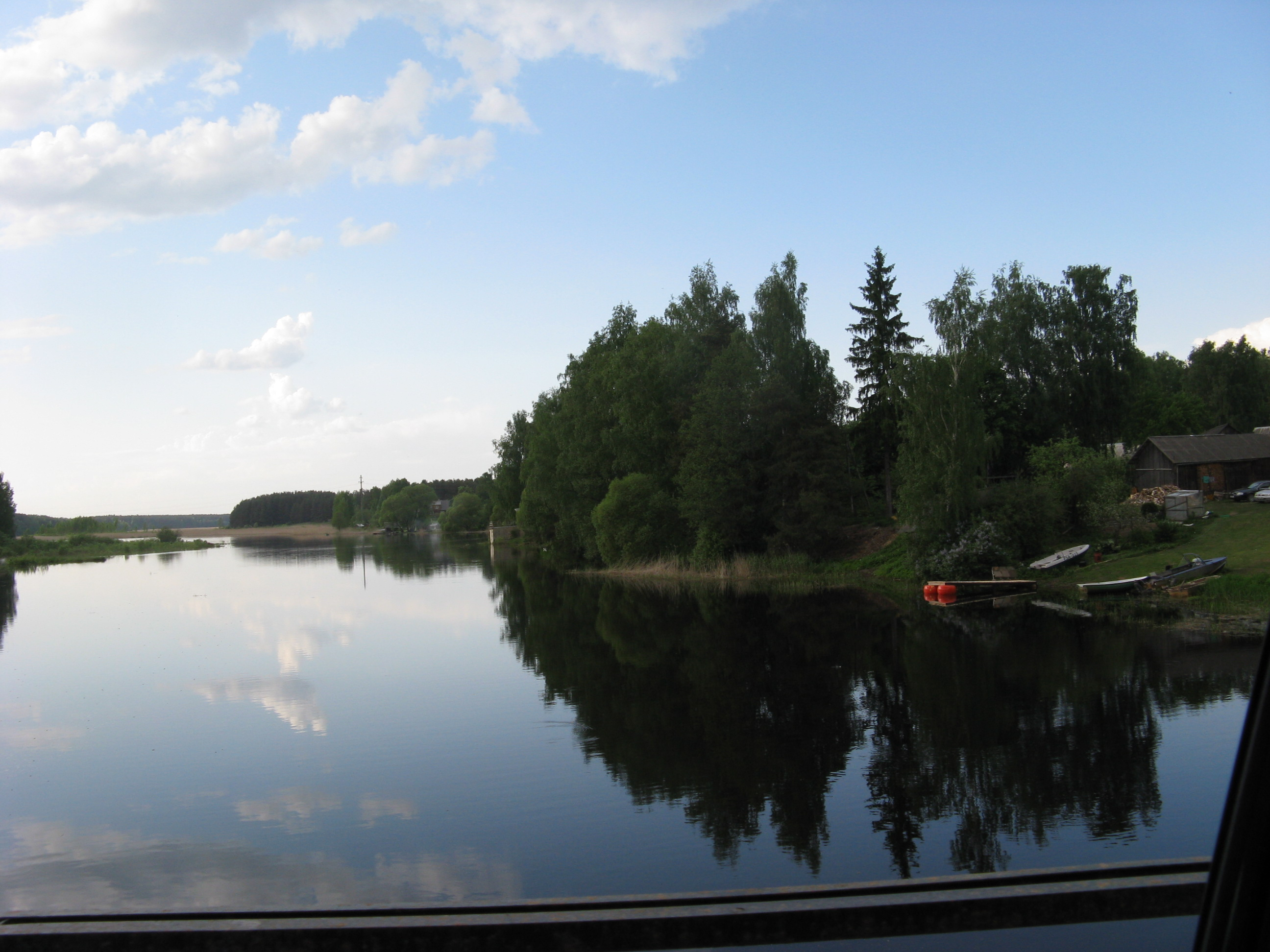
De Värska laht, een uitloper van het Meer van Pskov, bij Värska

Stadsgemeente: Võru

Landgemeenten: Antsla · Rõuge · Setomaa · Võru vald